# Listă de scriitori evrei de limbă idiș

### Prozatori idiș
- Sholem Asch, (1880–1957)
- David Bergelson, (1884–1952)
- Der Nister, (1884–1950)
- Shira Gorshman, (1906–2001)
- Haim Grade, (1910–1982)
- Esther Kreitman, (1891–1954)
- Mendele Moykher Sforim, (1836–1917), pseudonimul lui Sholem Yankev Abramovitsh
- Yosef Opatoshu, (1886–1954)
- Yitzhok Leibush Peretz, (1852–1915)
- Sholem-Aleichem, (1859–1916) (nume real: Sholom Rabinovitsh)
- Itzhok Bashevis Singer, (1904–1991)
- Israel Joshua Singer, (1893–1944)
- Anzia Yezierska (c. 1880–1970)

### Poeți idiș
- Itzik Fefer
- Mordechai Gerbirtig
- Hirsh Glick
- Yakov Glatstein
- Moishe Leib Halpern
- David Hofstein
- Leib Kvitko
- Itzik Manger
- Eliezer Steinbarg
- Peretz Markish
- Avraham Sutzkever
- Yaakov Steinberg
- Yehoash
- Aharon Zeitlin